# Gerald Murnane
Gerald Murnane, född 25 februari 1939 i Coburg, Victoria, Australien, är en australisk författare. 
Murnane hör till Australiens mest uppmärksammade författare i sin generation. Hans romaner, bland andra The Plains (Slätterna), behandlar relationen mellan minnen, bilder och landskap samt förhållandet mellan verklighet och fiktion.